# Per fas et nefas
Per fas et nefas (з лат., дослівно — Усіми дозволеними чи недозволеними засобами) — це латинський вислів, який означає готовність діяти будь-якими засобами, незалежно від їхньої законності чи моральності, для досягнення певної мети або завдання.
Така ситуація виникає, коли один з учасників дискусії постулює якісь тези і наводить декілька аргументів для їх обґрунтування. Під час обговорення один з аргументів відкидається іншою стороною, яка стверджує, що вся аргументація є необґрунтованою, не звертаючись до інших висунутих аргументів.
Цей вираз вживається в різних творах, таких як Ієроніма Стридонського, Тіт Лівія, Дідро, Оноре де Бальзак і Жуль Верн, а також в Артура Шопенгауера.